# Homer (Luisiana)
Homer es un pueblo ubicado en la parroquia de Claiborne en el estado estadounidense de Luisiana. En el Censo de 2010 tenía una población de 3237 habitantes y una densidad poblacional de 268,2 personas por km².

## Geografía
Homer se encuentra ubicado en las coordenadas 32°47′38″N 93°3′33″O / 32.79389, -93.05917. Según la Oficina del Censo de los Estados Unidos, Homer tiene una superficie total de 12.07 km², de la cual 12.05 km² corresponden a tierra firme y (0.13%) 0.02 km² es agua.

## Demografía
Según el censo de 2010, había 3237 personas residiendo en Homer. La densidad de población era de 268,2 hab./km². De los 3237 habitantes, Homer estaba compuesto por el 32.99% blancos, el 64.32% eran afroamericanos, el 0.06% eran amerindios, el 0.83% eran asiáticos, el 0% eran isleños del Pacífico, el 0.4% eran de otras razas y el 1.39% pertenecían a dos o más razas. Del total de la población el 1.39% eran hispanos o latinos de cualquier raza.